# Ex'act
Ex'act è il terzo album in studio del gruppo musicale sudcoreano-cinese EXO, pubblicato il 9 giugno 2016.

## Tracce
Versione coreana
1. Lucky One – 3:47 (testo: JQ (Makeumine Works), Seolim (Makeumine Works), Choi Jin-seon (Makeumine Works), Jang Yeo-jin (Makeumine Works) – musica: LDN Noise, Andrew Choi, Adrian McKinnon)
2. Monster – 3:41 (testo: Kenzie, Deepflow – musica: Kenzie, LDN Noise, Rodnae "Chikk" Bell)
3. Artificial Love – 4:05 (testo: JQ (Makeumine Works), Ji Ye-won (Makeumine Works), Seolim (Makeumine Works))
4. Cloud 9 – 4:01 (testo: Misfit)
5. Heaven – 3:45 (testo: Chanyeol, Min Yeon-jae (lalala Studio))
6. White Noise (백색소음?, Baeksaeng So-eumLR) – 3:32 (testo: Seo Ji-eum)
7. One and Only (유리어항?, Yuri-eohangLR, lit. Glass Fishbowl) – 3:49 (testo: Park Seong-hee)
8. They Never Know – 3:33 (testo: Jo Yoon-kyung)
9. Suho, Baekhyun, Chen, D.O. – Stronger – 3:39 (testo: Jung Joo-hee, Agnes Shin (MonoTree))
10. Lucky One (Instrumental) – 3:47
11. Monster (Instrumental) – 3:40

Versione cinese
1. Lucky One (Chinese Version) – 3:47
2. Monster (Chinese Version) – 3:41
3. Artificial Love (Chinese Version) – 4:05
4. Cloud 9 (Chinese Version) – 4:01
5. Heaven (Chinese Version) – 3:45
6. White Noise (白色噪音T) – 3:32
7. One and Only (玻璃鱼缸T) – 3:49
8. They Never Know (Chinese Version) – 3:33
9. Lay, Baekhyun, Chen, D.O. – Stronger – 3:39
10. Lucky One (Instrumental) – 3:47
11. Monster (Instrumental) – 3:40

## Classifiche
| Classifica (2016) | Posizione massima | Posizione massima |
| Classifica (2016) | KOR               | CHI               |
| ----------------- | ----------------- | ----------------- |
| Corea del Sud     | 1                 | 2                 |
| Giappone          | 8                 | 16                |

### Classifiche di fine anno
| Classifica (2016) | Posizione | Posizione |
| Classifica (2016) | KOR       | CHI       |
| ----------------- | --------- | --------- |
| Corea del Sud     | 2         | 8         |

## Lotto
L'album è stato ripubblicato in edizione "repackaged" il 18 agosto 2016 con il titolo Lotto e con tracce aggiuntive.

### Tracce
Versione coreana
1. Lotto – 3:09
2. Lucky One – 3:47
3. Monster – 3:41
4. Artificial Love – 4:05
5. Can't Bring Me Down – 3:06
6. Cloud 9 – 4:01
7. Heaven – 3:45
8. She's Dreaming (꿈 Dream - Suho, Baekhyun, Chen, Chanyeol, D.O.) – 4:06
9. White Noise (백색소음) – 3:32
10. One and Only (유리어항 Glass Fishbowl) – 3:49
11. They Never Know – 3:33
12. Stronger (Suho, Baekhyun, Chen, D.O.) – 3:39
13. Monster (LDN Noise Creeper Bass Remix) – 4:05

Versione cinese
1. Lotto (Chinese Version) – 3:16
2. Lucky One (Chinese Version) – 3:47
3. Monster (Chinese Version) – 3:41
4. Artificial Love (Chinese Version) – 4:05
5. Can't Bring Me Down (Chinese Version) – 3:06
6. Cloud 9 (Chinese Version) – 4:01
7. Heaven (Chinese Version) – 3:45
8. She's Dreaming (梦 - Lay, Baekhyun, Chen, Chanyeol, D.O.) – 4:06
9. White Noise (白色噪音) – 3:32
10. One and Only (玻璃鱼缸) – 3:49
11. They Never Know (Chinese Version) – 3:33
12. Stronger (Lay, Baekhyun, Chen, D.O.) – 3:39
13. Monster (LDN Noise Creeper Bass Remix - Chinese Version) – 4:05

### Classifiche

#### Classifiche settimanali
| Classifica (2016) | Posizione massima | Posizione massima |
| Classifica (2016) | KOR               | CHI               |
| ----------------- | ----------------- | ----------------- |
| Corea del Sud     | 1                 | 2                 |

#### Classifiche di fine anno
| Classifica (2016) | Posizione | Posizione |
| Classifica (2016) | KOR       | CHI       |
| ----------------- | --------- | --------- |
| Corea del Sud     | 9         | 17        |